# Apollonia Kotero

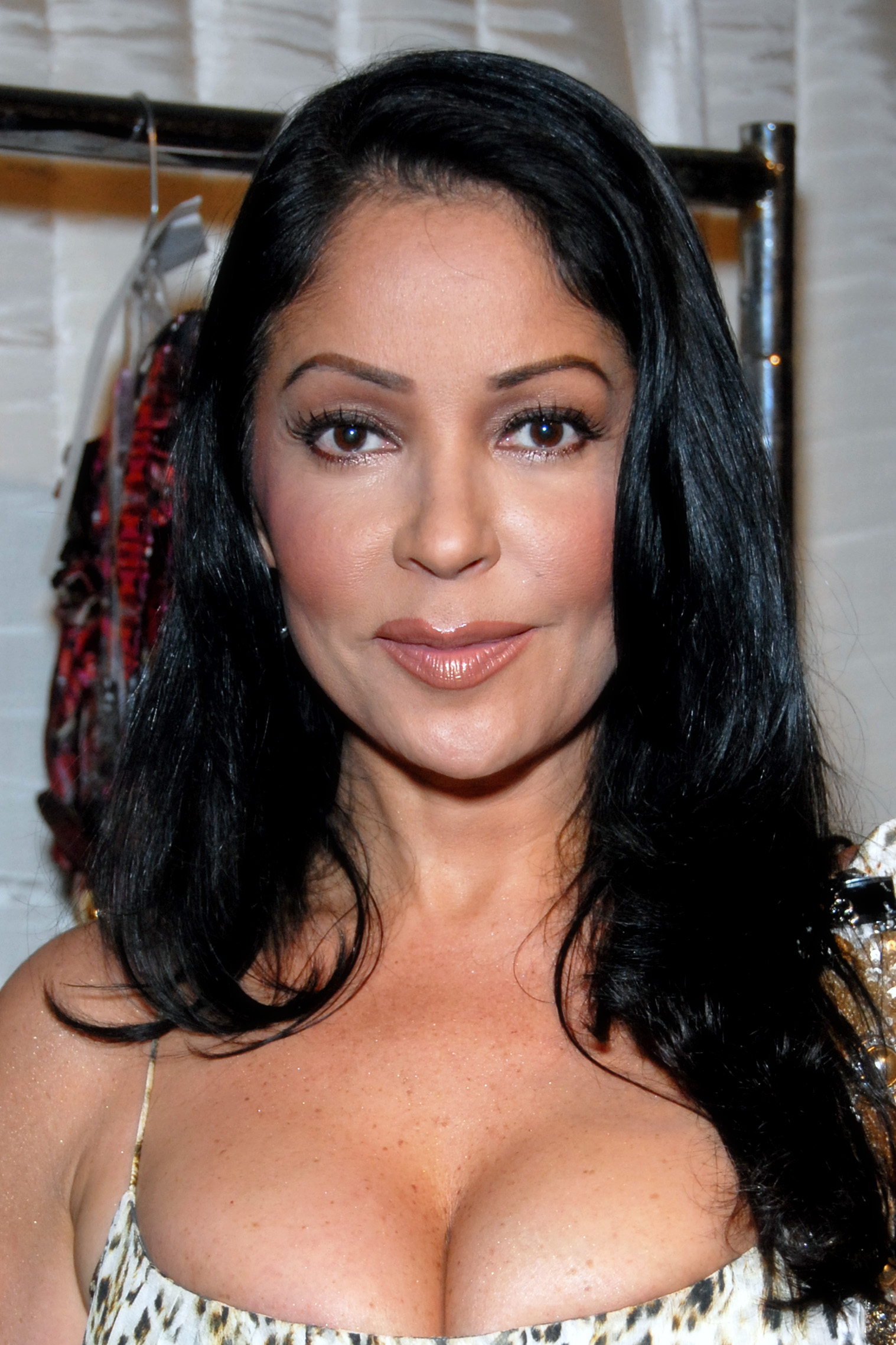
Apollonia Kotero (2008)

Apollonia Kotero (* 2. August 1959 als Patricia Kotero in Santa Monica, Kalifornien) ist eine US-amerikanische Sängerin und Schauspielerin sowie ein ehemaliges Fotomodel. Sie wurde bekannt durch ihre Rolle an der Seite von Prince in dessen Film Purple Rain.

## Leben
Kotero begann ihre Karriere Anfang der 1980er Jahre mit Gastrollen in Fernsehserien wie CHiPs, Fantasy Island und Knight Rider. Bekannt wurde sie 1984 durch den Film Purple Rain, in dem sie die Geliebte von Prince spielte; dieser machte sie zudem zur Leadsängerin der Band Apollonia 6, die auch am 30. März 1985 bei dem Konzert Prince and the Revolution: Live auftrat. In der Fernsehserie Falcon Crest war Kotero 1985 und 1986 in zehn Folgen als Sängerin Apollonia zu sehen. 1988 veröffentlichte sie ihr gleichnamiges Soloalbum Apollonia, von dem drei Singles ausgekoppelt wurden.
Zwischen 1989 und 1992 war sie in einigen Spielfilmen in tragenden Rollen zu sehen, so in Back to Back neben Bill Paxton und in Black Magic Woman an der Seite von Mark Hamill.
Im September 2016 trat Kotero bei zwei Live-Konzerten von The Revolution, Prince’ ehemaliger Begleitband, auf.

## Diskografie

### Alben
- 1984: Apollonia 6
- 1988: Apollonia

### Singles
- 1984: Sex Shooter
- 1984: Blue Limousine
- 1988: Since I fell for you
- 1988: Mismatch
- 1989: The Same Dream

## Filmografie (Auswahl)
- 1979: La Mafia de la frontera
- 1980: Amor Ciego
- 1982: CHiPs (Fernsehserie, Folge 5x17)
- 1983: Die Himmelhunde von Boragora (Tales of the Gold Monkey, Fernsehserie, 1x16)
- 1983: Heartbreaker
- 1983: Matt Houston (Fernsehserie, Folge 2x04)
- 1983: Fantasy Island (Fernsehserie, Folge 6x22)
- 1984: Purple Rain
- 1984: Das Geheimnis des weißen Büffels (The Mystic Warrior, Fernsehfilm)
- 1984: Knight Rider (Fernsehserie, Folge 2x21)
- 1985–1986 Falcon Crest (Fernsehserie, 10 Folgen)
- 1989: Helden USA IV – Zurück im Libanon (Ministry of Vengeance)
- 1990: Back to Back
- 1991: Black Magic Woman
- 1997: Sliders – Das Tor in eine fremde Dimension (Sliders, Fernsehserie, Folge 3x14)
- 1998: Anarchy TV
- 1998: Air America (Fernsehserie, Folge 1x03)
- 2006: The Divorce Ceremony